# Гомес, Остин
Остин Клее Гомес (исп. Austin Klee Gomez; 19 марта 1998, Кэрол-Стрим, Иллинойс, США) — американский и мексиканский борец вольного стиля, ранее и греко-римского стиля, также занимался студенческой борьбой. Чемпион Мексики.

## Биография
Родился в США в штате Иллинойс. С 4 лет занимается борьбой. Учился в средней школе Гленбард Норт в Кэрол-Стрим, в Иллинойсе, где стал трехкратным чемпионом штата. Школу окончил в 2017 году.
Будучи школьником был многократным чемпионом США среди юниоров до 17 лет и чемпионом Панамерики 2015 года в мексиканской Гвадалахаре как в вольной, так и в греко-римской борьбе. В студенческой борьбе Гомес дважды был участником Всеамериканского дивизиона NCAA I, заняв второе место в 2024 году среди Мичиганского университета и четвёртое место в 2022 году среди Университета Висконсина.
В начале 2024 года Гомес переключился на вольный стиль, пытаясь отобраться в составе Мексики для участия на летних Олимпийских играх 2024 года, участвуя на Панамериканском олимпийском квалификационном турнире в мексиканском Акапулько. 1 марта 2024 года после победы над чилийцем Матиасом Муньосом в 1/8 финала, в 1/4 финала финала Гомес одолел чемпиона Панамерики Ника Ли из США. В полуфинале Гомес победил Лахлана МакНила из Канады и получил право на участие на Олимпийских играх в Париже.

## Достижения
- Панамериканский чемпионат по вольной борьбе среди кадетов 2015 — ;
- Панамериканский чемпионат по греко-римской борьбе среди кадетов 2015 — ;